# Andrew Goldberg
Andrew Goldberg (26 giugno 1968) è un regista, produttore cinematografico e sceneggiatore statunitense.

## Filmografia
- The Armenian Americans (2000)
- The Armenians, A Story of Survival (2001)
- A Yiddish World Remembered (2002)
- Images of The Armenian Spirit (2003)
- They Came to America (2003)
- Proud to Serve: The Men and Women of the U.S. Army (2004)
- The Armenian Genocide (2006)
- Anti-Semitism in the 21st Century: The Resurgence (2007)
- The Jewish People: A Story of Survival (2008)
- Jerusalem: Center of the World (2008)
- Out in America (2011)